# Mezcla (física)
En física, se dice que un sistema dinámico se mezcla si el espacio de fase  del sistema se entrelaza fuertemente, de acuerdo con al menos una de varias definiciones matemáticas. Por ejemplo, una transformación T que preserva la medida se dice que es una mezcla fuerte si
{\displaystyle \lim _{k\rightarrow \infty }\,\mu (T^{-k}A\cap B)=\mu (A)\cdot \mu (B)}
siempre que A y B son conjuntos mensurables y μ es la medida asociada. Otras definiciones son posibles, incluyendo la mezcla débil y la mezcla topológica.

Mezcla en una bola de masilla de color después de iteraciones consecutivas del mapa de herradura Smale (es decir, aplastamiento y plegado en dos)

Las definiciones matemáticas de la mezcla están destinadas a capturar la noción de mezcla física. Un ejemplo canónico es el Cuba libre: supongamos que un vaso inicialmente contiene 20% de ron (el conjunto A) y 80% de cola (el conjunto B) en regiones separadas. Después de agitar el vaso, cualquier región del vaso contiene aproximadamente 20% de ron. Además, la mezcla agitada es, en cierto sentido, inseparable: no importa dónde se mire, o cuán pequeña sea la región que se mire, se encontrará 80% de cola y 20% de ron.
Cada transformación de mezcla es ergódica, pero hay transformaciones ergódicas que no se mezclan.

## Mezcla física
La mezcla de gases o líquidos es un proceso físico complejo, gobernado por una ecuación de difusión por convección que puede implicar la difusión no fickiana como en la descomposición espinodal. La parte convectiva de la ecuación gobernante contiene términos de movimiento fluido que se rigen por las ecuaciones de Navier-Stokes. Cuando las propiedades de los fluidos, como la viscosidad, dependen de la composición, se pueden acoplar las ecuaciones de control. También puede haber efectos de temperatura. No está claro que los procesos de mezcla de fluidos se estén mezclando en el sentido matemático.
Los objetos pequeños y rígidos (como las rocas) a veces se mezclan en un tambor o tambor giratorio. La lotería de draft del Servicio Selectivo de 1969 se llevó a cabo mezclando cápsulas de plástico que contenían una hoja de papel (marcada con un día del año), lo que resultó en un sesgo detectable hacia los días posteriores del año. 